# Anfiteatro Gibson
El Gibson Amphitheatre (llamado anteriormente Universal Amphitheatre) fue un teatro ubicado en Universal City, California, Estados Unidos. Fue construido originalmente en 1972 como un recinto al aire libre, pero fue remodelado y convertido en un teatro cubierto en 1982 para mejorar la acústica. Tenía una capacidad para 6189 personas, incluyendo 6089 asientos —3900 en el nivel principal y 2189 en la platea alta—. Llegó a ser el tercer teatro más grande de California, luego del Shrine Auditorium y el Nokia Theatre.
El recinto fue conocido como Universal Amphitheatre desde su apertura hasta comienzos del 2005, cuando los derechos de denominación fueron adquiridos por la Gibson Guitar Corporation. En él se presentaron diversos artistas durante sus giras musicales y también se realizaron varios espectáculos de alto nivel, como la entrega de los MTV Movie Awards, los Teen Choice Awards y los Premios MTV Latinos, además de realizarse el funeral de la cantante méxico-americana Jenni Rivera.
En 2011 fue anunciado su cierre y en 2013 fue demolido para dar lugar a "The Wizarding World of Harry Potter" como parte del parque Universal Studios.

## Funeral de Jenni Rivera
El 19 de diciembre de 2012, a las 10:00 a. m. (hora de Los Ángeles), se realizó en el Anfiteatro Gibson el funeral de la cantante méxico-estadounidense Jenni Rivera, que había fallecido diez días antes en un accidente de avión en Monterrey.
El ataúd cerrado de Rivera, de color rojo, estuvo presente entre el escenario y el público las dos horas que duró la ceremonia, la cual fue transmitida en directo y de manera gratuita por Internet y por los canales de televisión que quisieran transmitirlo.